# Sreje, Vrba na Koroškem
Sreje (nemško Rajach) je naselje v Občini Vrba na Koroškem v Okraju Beljak-dežela na Koroškem v Avstriji.